# Carlomano, filho de Carlos Martel
Carlomano (c. 715 – Vienne, 754) foi o filho mais velho de Carlos Martel, prefeito do palácio e duque dos francos, e de sua esposa, Rotrude de Trèves.
Com a morte de Carlos, em 741, Carlomano e seu meio irmão, Pepino o Breve, sucederam ao pai — Pepino na Nêustria e Carlomano na Austrásia. Carlomano foi o instrumento na consolidação do poder às custas dos reis merovíngios dos francos. Ele desistiu da vida pública em 747 para assumir a vida monástica na Abadia de Monte Cassino.

## Subida ao poder
Após a morte de seu pai, o poder inicialmente dividido não incluía Grifo, outro filho de Carlos Martel, de acordo com os desejos do próprio Martel, apesar de Grifo reclamar uma porção dos domínios a seus irmãos, que negaram. Em 742, Carlomano e Pepino expulsaram Grifo e forçaram-no a ingressar em um monastério, e cada um voltou sua atenção para sua área de influência como prefeito do palácio. Pepino no oeste (no que era chamado Nêustria, aproximadamente o que agora é a França) e Carlomano no leste (no que era chamado Austrásia, aproximadamente a atual Alemanha).
Com Grifo sob controle, os dois prefeitos, que ainda não haviam sido provados em batalha na defesa de seus domínios como seu pai, por iniciativa de Carlomano, instalaram o rei merovíngio Quilderico III como rei em 743, embora Martel tenha deixado o trono vago desde a morte de Teodorico IV em 737.
Diferentemente da maioria dos casos medievais de divisão fraternal de poder, Carlomano e Pepino por sete anos permaneceram no mínimo desejosos de trabalhar juntos; certamente, eles se responsabilizaram por várias ações militares juntos. Carlomano juntou-se a Pepino contra as revoltas lideradas por Hunaldo da Aquitânia em 742 e 745. Pepino ajudou Carlomano contra os saxões em 742-743 e contra Odilo da Baviera em 742 e 744, quando a paz foi estabelecida entre os irmãos e seu cunhado, com o casamento de Odilo com Quiltruda, irmã dos dois governantes francos.

## Fortalecimento da dinastia
Nos seus domínios, Carlomano fortaleceu sua autoridade em parte via seu apoio ao missionário anglo-saxão Vinfrido (depois São Bonifácio, o assim chamado "Apóstolo dos Alemães", a quem ele atribuiu a tarefa da reconstrução da igreja na Austrásia. Isto era em parte a continuação da política iniciada por seu avô, Pepino de Herstal, e que continuou em menor medida sob Carlos Martel. Carlomano foi essencial na reunião do Concilium Germanicum em 742, o primeiro grande sínodo a incluir as regiões orientais do reino franco. Dirigido juntamente por ele e Bonifácio, o sínodo determinou que aos padres não era permitido carregar armas ou possuir mulheres em suas casas e que era uma de suas tarefas primordiais erradicar as crenças pagãs. Enquanto seu pai frequentemente confiscava as propriedades da Igreja para recompensar seus seguidores e para pagar o exército permanente que lhe deu a vitória em Tours, em 742 os carolíngios estavam ricos o bastante para pagar seus militares e ainda ajudar a Igreja. Para Carlomano, um homem profundamente religioso, era uma ação de amor; para Pepino, uma ação prática. Ambos viam a necessidade de fortalecer os laços entre a sua casa e a Igreja. Então, procurou aumentar as posses da Igreja. Ele doou, por exemplo, as terras para uma das mais importantes fundações de Bonifácio, o monastério de Fulda.

## Crueldade política
Apesar da sua piedade, Carlomano poderia ser cruel contra oponentes reais ou possíveis. Após repetidas revoltas armadas e rebeliões, Carlomano em 746 convocou uma assembleia de nobres alamanos em Cannstatt e então a maioria deles, contados em milhares, foram presos e executados por alta traição no evento conhecido como corte de sangue de Cannstatt. Isso erradicou praticamente toda a liderança tribal dos Alamanos e acabou com a independência do ducado tribal da Alamânia, que foi a partir de então governado por condes indicados pelos soberanos francos.
Estas ações fortaleceram a posição de Carlomano, e da sua família como um todo, especialmente em termos de suas rivalidades com outras famílias principais bárbaras tais como os angilofingos bávaros.

## Abandono da vida pública
Em 15 de Agosto de 747, Carlomano renunciou à sua posição de prefeito do palácio e se retirou para uma vida monástica, sendo tonsurado em Roma pelo papa Zacarias. Ele fundou Monte Soracte e então foi para Monte Cassino. Todas as fontes do período indicam que seu desejo era a Igreja. Ele sentiu que tinha feito suas obrigações para com a família por seis anos na eliminação cruel de seus inimigos e no fortalecimento da dinastia. Tendo completado o que ele achava serem suas tarefas seculares, retirou-se para um monastério e passou a maior parte do restante da sua vida lá, presumidamente em meditação e oração.
À época da retirada de Carlomano, Grifo escapou de seu cativeiro e fugiu para a Baviera, onde o duque Odilo lhe forneceu ajuda e assistência. Mas quando Odilo morreu um ano depois e Grifo tentou tomar o Ducado da Baviera para si, Pepino, que havia se tornado o único major domo e dux et princeps Francorum, tomou a ação decisiva de invadir a Baviera e instalar o filho infante de Odilo, Tassilo III, como duque sob suserania franca. Grifo continuou sua rebelião, mas foi finalmente morto na batalha de Saint-Jean-de-Maurienne em 753.
Sete anos após a retirada de Carlomano e às vésperas de sua morte, ele voltou brevemente à vida pública. Em 754, o papa Estêvão III havia pedido a Pepino, agora rei, para vir em seu auxílio contra o rei dos lombardos, Astolfo. Carlomano deixou Monte Cassino para visitar seu irmão e lhe pedir que não invadisse a Itália em auxílio ao papa. Pepino não lhe atendeu e ali Carlomano permaneceu até ser enviado, doente, a Vienne, onde morreu em 17 de agosto. Ele foi sepultado em Monte Cassino.

## Pais
Era filho de Carlos Martel (c. 688–741) e Rotrude de Trèves (c. 695–724).

## Casamentos e filhos
- com ? (◊ ? † ?)

1. ♂ Drogo (◊ ? † ?)